# Snuff (film)
Snuff är en splatterfilm från 1976 regisserad av Michael Findlay, Horacio Fredriksson och Simon Nuchtern.  Ursprungligen en exploateringsfilm löst baserad på de mord som begicks av Mansonfamiljen. Filmen är mest känd för att vara marknadsförd som om det var en verklig snuff-film. Kontroversen om filmen var avsiktligt skapad för att locka publicitet: det fick New York Countys distriktsåklagare att utreda saken och han kom fram till att mordet som visas i filmen var falskt. Denna film bidrog till vandringssägnen om snuff-filmer, även om konceptet inte uppstod med den.